# ایکدا ۶۷۳۰
سیارک ۶۷۳۰ (به انگلیسی: 6730 Ikeda، نامگذاری:1992BH) شش هزار و هفتصد و سیمین سیارک کشف شده‌است که در ۲۴ ژانویه ۱۹۹۲ کشف شد.
قدر مطلق سیارک برابر ۱۱٫۸۰ است.